# Tratado Cañas-Juárez
Tratado Cañas-Juárez fue el tratado de límites suscrito en Managua el 6 de julio de 1857 por Gregorio Juárez Sacasa en representación de Nicaragua y el general José María Cañas Escamilla en representación de Costa Rica. 
El tratado reconocía a Costa Rica el derecho de libre navegación en el río San Juan y establecía como lindero el curso de este hasta un punto situado dos millas inglesas antes de la fortaleza llamada Castillo Viejo, y después una línea imaginaria hasta la bahía de Salinas en el Pacífico. 
El tratado no fue ratificado por Costa Rica.
- Datos: Q9089596